# Ministry of Communication, Transport and Fisheries

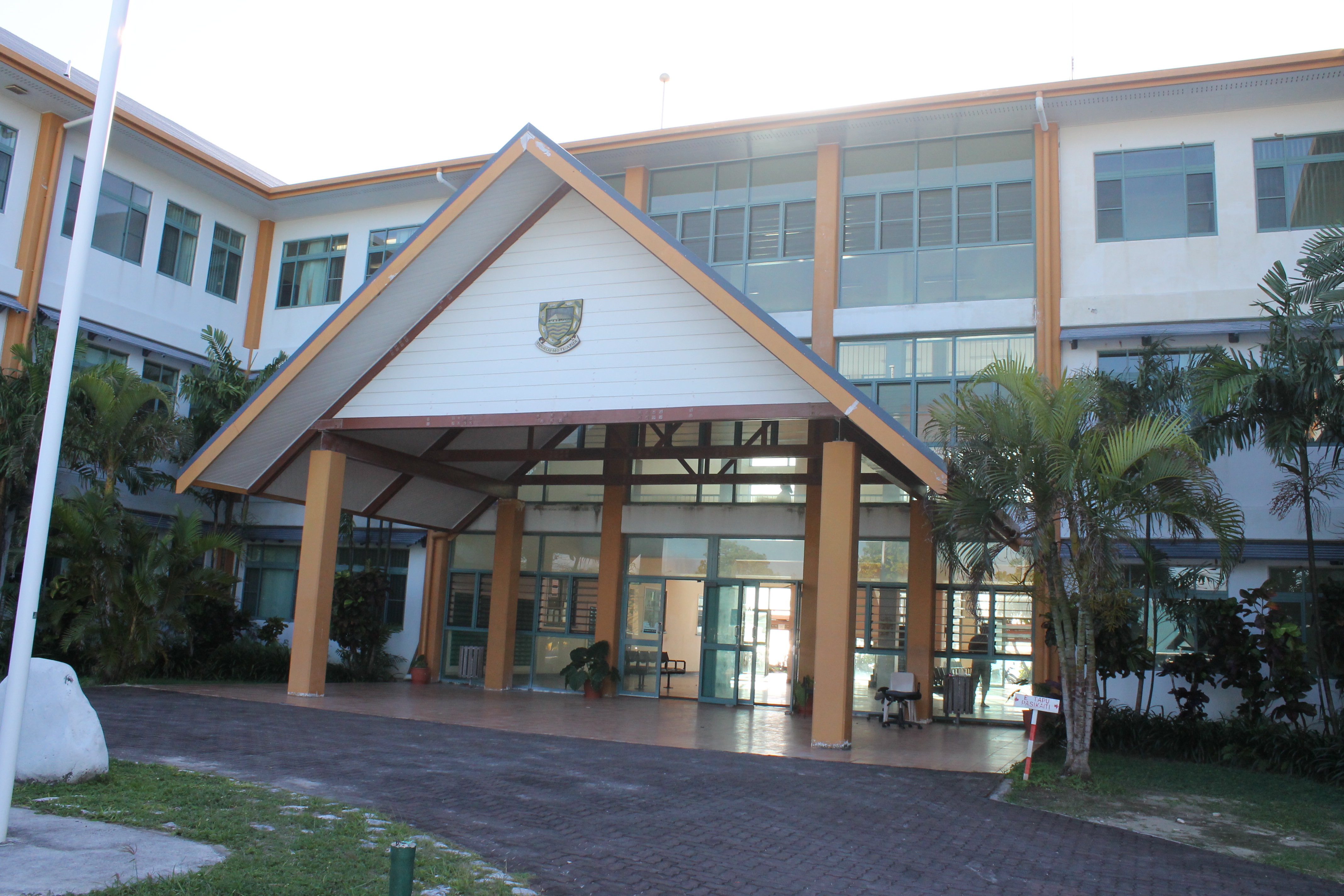
Sitz aller Ministerien in Vaiaku

Das Ministry of Communication, Transport and Fisheries (deutsch Ministerium für Kommunikation, Verkehr und Fischerei) ist das Kommunikationsministerium sowie Ministerium für Verkehr und Fischerei des pazifischen Inselstaates Tuvalu. Es sitzt im Dorf Vaiaku auf der Insel Fongafale in der Hauptstadt Funafuti. 
Das Ministerium wird seit dem 5. August 2013 von Minister Monise Laafai aus dem Verwaltungsbezirk Nanumanga geleitet.